# الفيلق التركستاني

وحدة التصحيح

الفيلق التركستاني ((بالألمانية: Turkistanische Legion)‏ كان اسم الوحدات العسكرية المكونة من الشعوب التركية الذين قاتلوا في الفيرماخت خلال الحرب العالمية الثانية. معظم هؤلاء الجنود كانوا من أسرى الجيش الأحمر الذين توحدو في قضية مشتركة مع الألمان. كان تأسيسها من قِبل نوري كيليجيل، المنظِّر التركي لحركة التركمانية، الذي سعى إلى فصل الأراضي التي تسكنها الشعوب التركية عن بلادهم وتوحيدهم في نهاية المطاف تحت الحكم التركي.

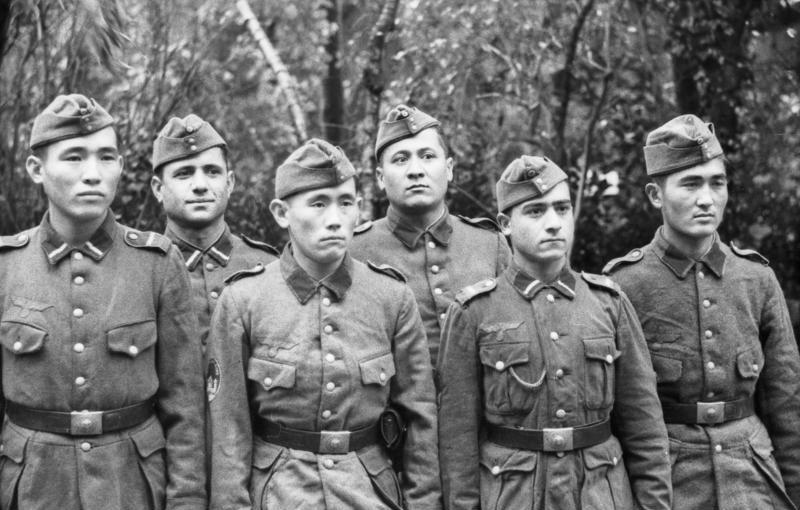
متطوعون تركمان في فرنسا.

على الرغم من أن الشعوب التركية كان ينظر إليها في البداية على أنها «أقل عنصرية» من قبل النازيين، إلا أن هذا الموقف تغير رسميًا بالفعل في خريف عام 1941، عندما حاول النازيون في ضوء الصعوبات التي واجهوها في غزوهم للاتحاد السوفيتي، تسخير المشاعر المعادية لروسيا من الشعوب التركية في روسيا لتحقيق مكاسب سياسية.
تم تعبئة الفيلق التركستاني الأول في مايو 1942، والذي يتكون في الأصل من كتيبة واحدة فقط ولكن تم توسيعه إلى 16 كتيبة و 16000 جندي بحلول عام 1943. تحت قيادة الفيرماخت، تم نشر هذه الوحدات حصريًا على الجبهة الغربية في فرنسا وإيطاليا، وعزلتها عن الجيش الأحمر.
شكلت كتائب فيلق تركستان جزءًا من فرقة المشاة 162 وشاهدت الكثير من الحركة في يوغوسلافيا التي تحتلها المحور (وخاصة كرواتيا في العصر الحديث) وإيطاليا.
تم في نهاية المطاف سجن جزء كبير من الفيلق التركستاني من قبل القوات البريطانية وأعيد إلى الاتحاد السوفيتي بعد نهاية الحرب، حيث سيواجهون عقوبات بالسجن من الحكومة السوفيتية لتعاونهم مع النازيين. من بين الأعضاء البارزين في الفيلق بايميرزا حاييت، وهو تركي استقر بعد الحرب في ألمانيا الغربية وأصبح مدافعاً عن القضايا السياسية لعموم تركيا.